# 利廷卡
49°21′9″N 27°55′15″E / 49.35250°N 27.92083°E
利廷卡（烏克蘭語：Літинка），是烏克蘭的村落，位於該國西南部文尼察州，由文尼察區利廷市鎮管轄，始建於1530年，面積0.24平方公里，海拔高度310米，2001年人口759，人口密度每平方公里3,149.38人。